# 井头山遗址
30°1′35.58″N 121°21′37.74″E / 30.0265500°N 121.3604833°E
井头山遗址是浙江省余姚市发现的一处新石器时代遗址。遗址位于三七市镇三七市村，分布面积7000平方米，年代为公元前6300年至公元前5800年，比附近发现的河姆渡遗址早大约1000年，是宁波市境内发现的年代最早的人类活动遗迹。遗址于2013年被发现，2019年进行考古发掘，出土陶器、骨器残片和动植物遗骸，其中包括大量贝壳，为中国东南沿海发现年代最早、埋藏最深的贝丘遗址，也是浙江省内发现的首个史前贝丘遗址，2021年4月13日入选全国十大考古新发现。2021年1月，井头山遗址被列入余姚市文物保护单位，2023年6月被列入浙江省文物保护单位。

## 发现与发掘
井头山遗址发现于2013年。当年10月，余姚因颱風菲特发生洪水，一家工厂钻探获得的土样经水浸泡，露出贝壳碎屑等遗迹，被附近村民发现，并报告田螺山遗址考古队，引起考古队的重视。2014年4月，考古队对遗址进行勘探，发现遗址深7至8米，面积7000平方米。2016年10月，余姚市政府出资回购工厂土地，次年国家文物局批准对遗址展开考古发掘。但由于遗址较深，为保证发掘过程的安全，对发掘区域实施钢结构围护花费了一年半时间。此后的2019年9月，遗址由浙江省文物考古研究所、宁波市文物考古研究所和河姆渡遗址博物馆联合展开第一轮考古发掘。此次发掘面积750平方米，发现灰坑等遗迹十余处，出土大量海贝和其他动植物遗存以及各种器物，文化特征与后来的河姆渡文化有明显区别，但存在一定关联。2022年6月18日，井头山遗址第二轮考古发掘开始，发掘区域位于第一轮发掘区域西北角靠近山坡方向。

## 发掘成果
遗址堆积沿地下山坡分布，深度从最西端的5米到最东端的10米左右。发现遗迹多为灰坑、贮藏坑、器物加工场所等，暂未发现建筑基址。
遗址中出土的遗物可分为动植物遗存和人工制品。在动植物遗存中，大量遗物为丢弃的海生贝壳，包括蚶、螺、牡蛎等，部分贝类被改造为劳动工具和装饰品。除此之外，还出土了大量鱼脊椎骨，橡子、桃核等果核，碳化稻米、稻壳以及部分植物种子。遗址中出土的人工制品包括陶器、骨器、石器等。其中，陶器胎土主要为夹砂陶，此外也有部分夹炭陶等，多以泥条盘筑后拍打成型，烧制温度均不高。器型主要为釜、罐，以圜底器为主，另有少量圈足器而没有三足器。出土的木器包括斧柄、木锹、木矛、船桨等，其中一件带孔木器中带有一根销钉，两者之间带有填充材料，可能为最早的榫卯。另两件木器上发现的黑色涂层经鉴定为人工漆，从而刷新了中国使用漆器的历史。遗址中还出土了一定数量的芒草编织物，包括席、筐、背篓等，其中的一件席与现代凉席非常相似。除此之外，遗址中还出土了包括斧、锤、锛等30余件石器和锥、凿、针等上百件骨器。

## 价值与保护
井头山遗址是中国大陆沿海地区已知埋深最深的史前贝丘遗址，刷新了学界对中国东南沿海史前遗址分布的认识，也为全新世海陆变迁和新石器时代人地关系研究提供了证据。其渔猎、采集和稻作农业兼有的生产方式亦具备研究价值。
遗址于2021年1月28日被列入余姚市文物保护单位。遗址保护范围由319省道南路沿、金川东路北路沿、金邦不锈钢制品厂东侧小路、旗升冷拉钢有限公司东围墙合围而成。2023年6月，井头山遗址被列入浙江省文物保护单位。